# Скоумаль, Штефан
Штефан Ско́умаль (нем. Stefan Skoumal; 29 ноября 1909, Вена — 28 ноября 1983, Вена) — австрийский и немецкий футболист, играл на позиции полузащитника. Участник чемпионата мира 1938 года.

## Биография

### Клубная карьера
В течение одного сезона играл за венскую «Герту». В 1930 году перешёл в венский «Рапид», за который играл в течение 12 сезонов. В составе «бело-зелёных» выиграл 4 чемпионских титула и Кубок Германии в 1938 году. Всего в общей сложности за венский «Рапид» сыграл 248 матчей.

### Карьера в сборной
Дебютировал за сборную Австрии 11 ноября 1934 года в матче со сборной Швейцарии — Австрия одержала победу со счётом 3:0 и Скоумаль в том матче забил гол. Всего за сборную Австрии сыграл 4 матча и забил 1 гол.
После аншлюса Австрии в марте 1938 года стал игроком сборной Германии. На чемпионате мира 1938 года сыграл в переигровке со сборной Швейцарии — Германия проиграла матч 2:4 и покинула турнир. Всего за сборную Германии сыграл 3 матча.

### Смерть
Скончался 28 ноября 1983 года в Вене за день до своего 74-летия.

## Достижения

### Как игрока
/ «Рапид» (Вена)
- Чемпион Австрии (4): 1934/35, 1937/38, 1939/40, 1940/41
- Обладатель Кубка Германии[4] (1): 1938
- Чемпион Германии (1): 1940/41